# Jacobs liste
Jacobs liste er en dansk kortfilm fra 1997 instrueret af Lars Oxfeldt Mortensen og efter manuskript af Erlend Loe. Filmen er produceret af Final Cut Productions for Sundhedsstyrelsen.

## Handling
Denne artikel mangler et handlingsreferat. Hjælp os med at skrive det.

## Medvirkende
- Nikolaj Coster-Waldau, Jacob
- Isa Holm, Tanten
- Nikolaj Christensen, Christian
- Solbjørg Højfeldt, Læge
- Iben Hjejle, Marie Louise
- Ann Eleonora Jørgensen, Sygeplejerske
- Iben Himmelstrup, Kirsten
- Nikolaj Lie Kaas, Per
- Marina Bouras, Helle
- Anne Louise Hassing, Pige på cafe
- Niki Bouras, Charlotte
- Anne Birgitte Lind, Pige på cykel
- Peter Gantzler, Broderen